# Kinakvanne
Kinakvanne (Angelica sinensis) även känd som Dong quai är en ört i släktet kvannar (Angelica) och familjen flockblommiga växter. Kinakvannen förekommer naturligt i Kina, och används där flitigt inom traditionell kinesisk medicin. På kinesiska heter den 当归 (dāngguī) och örten som medicin kallas därför även danggui. Arten odlas ibland som prydnadsväxt i Sverige.

## Varieteter
Två varieteter kan urskiljas:
- var. sinensis - har en elliptisk eller äggrund frukt.
- var. wilsonii - har omvänt äggrunda till runda frukter.